# ONNX
ONNX（英語：Open Neural Network Exchange）是一种针对机器学习所设计的开放式的文件格式，用于存储训练好的模型。它使得不同的人工智能框架（如Pytorch、MXNet）可以采用相同格式存储模型数据并交互。 ONNX的规范及代码主要由微软、亚马逊、Facebook和IBM等公司共同开发，以开放源代码的方式托管在Github上。  目前官方支持加载ONNX模型并进行推理的深度学习框架有： Caffe2、PyTorch、MXNet、ML.NET、TensorRT 和 Microsoft CNTK，并且 TensorFlow 也非官方的支持ONNX。

## 历史
ONNX最初被命名为Toffee，并且由脸书内发布PyTorch的团队开发。 在2017年，ONNX第一个正式版本由脸书与微软共同发布。在此之后，IBM、华为、英特尔、AMD、Arm和高通都宣布计划支持ONNX。
2017年10月，微軟宣布將在該計畫中加入其認知工具包Microsoft Cognitive Toolkit和Project Brainwave平台。
2019年11月，ONNX被Linux基金會AI接納為研究生課程。
2020年10月，Zetane Systems成為ONNX生態系統的成員。

## 意圖
該倡議的目標是：

### 框架互通性
讓開發人員更輕鬆地在框架之間移動，其中一些框架可能更適合開發過程的特定階段，例如快速訓練、網路架構靈活性或行動裝置上的推理。

### 共享優化
允許硬體供應商和其他人透過針對ONNX表示同時提高多個框架的人工神经网络的效能。

## ONNX Runtime
ONNX Runtime（縮寫：ORT ）是一個開源項目，旨在加速各種環境中 ONNX 模型的推理和學習。無論框架、作業系統或硬體為何，ONNX模型都可以透過單一執行時間API使用。它還根據部署環境自動進行最佳化。 ONNX Runtime的設計策略是實現加速器運行時抽象化和效能最佳化，並透過自動劃分ONNX模型並使用最佳加速器執行子模型來實現這一目標。

## 外部鏈接
- Boyd, Eric. . Microsoft Cognitive Toolkit. 2017-09-07  [2017-10-11]. （原始内容存档于2019-03-30） （美国英语）.
- , Open Neural Network Exchange, 2017-10-11  [2017-10-11], （原始内容存档于2017-09-09）